# Plumelec
Plumelec é uma comuna francesa na região administrativa da Bretanha, no departamento Morbihan. Estende-se por uma área de 58,58 km². Em 2010 a comuna tinha 2 766 habitantes (densidade: 47,2 hab./km²).

## Tour de France

### Chegadas
- 2008 :  Alejandro Valverde